# Горна Весь (округ Пр'євідза)
Горна Весь (словац. Horná Ves) — село, громада округу Пр'євідза, Тренчинський край. Кадастрова площа громади — 18.57 км². Протікає Ослянський потік.
Населення 1457 осіб (станом на 31 грудня 2020 року).

## Історія
Горна Весь згадується 1293 року.

## Населення
| Рік:            | 1994. | 2004.   | 2014.    | 2024.    |
| --------------- | ----- | ------- | -------- | -------- |
| Кількість осіб: | 1097  | 1073    | 1467     | 1090     |
| Різниця:        |       | -2,18 % | +36,71 % | -25,69 % |

| Рік:            | 2023. | 2024.   |
| --------------- | ----- | ------- |
| Кількість осіб: | 1083  | 1090    |
| Різниця:        |       | +0,64 % |